# Copa Sul-Americana de 2012
A Copa Sul-Americana de 2012, denominado oficialmente Copa Bridgestone Sul-Americana, foi a 11.ª edição do torneio de futebol realizado no segundo semestre de cada ano pela Confederação Sul-Americana de Futebol (CONMEBOL), tendo iniciado em 24 de julho, com seu término em 12 de dezembro. Equipes das dez associações sul-americanas participaram do torneio.
Em reunião realizada em 24 de novembro de 2011, com representantes das entidades participantes do torneio junto a CONMEBOL, ficou definido a adição de mais oito vagas para a competição, distribuídas entre todas as associações, com exceção de Argentina e Brasil, elevando o número de participantes de 39 para 47 equipes.
São Paulo e Tigre realizaram uma final inédita e pela primeira vez chegaram a decisão do torneio. No primeiro jogo, disputado no Estádio La Bombonera em Buenos Aires, as equipes empataram por 0–0. No jogo da volta, no Estádio do Morumbi, em São Paulo, o time da casa abriu 2–0 no primeiro tempo quando a partida foi encerrada após o clube argentino se recusar a entrar em campo no segundo tempo após confusão com a polícia no intervalo. O árbitro chileno Enrique Osses encerrou a partida e o São Paulo conquistou o título inédito e invicto.
Como campeão, o São Paulo conquistou o direito de disputar a Recopa Sul-Americana de 2013 contra o Corinthians, campeão da Copa Libertadores da América de 2012, além de participar da Copa Suruga Bank do ano seguinte, contra o campeão da Copa da Liga Japonesa de 2012. A vaga na Copa Libertadores da América de 2013 estava assegurada após o clube finalizar o Campeonato Brasileiro na quarta posição.

## Equipes classificadas
| País                              | Equipe                 | Classificação                                                         |
| --------------------------------- | ---------------------- | --------------------------------------------------------------------- |
| Argentina · (6 vagas)             | Independiente          | 5ª melhor pontuação acumulada na temporada 2011                       |
| Argentina · (6 vagas)             | Racing                 | 6ª melhor pontuação acumulada na temporada 2011                       |
| Argentina · (6 vagas)             | Tigre                  | 7ª melhor pontuação acumulada na temporada 2011                       |
| Argentina · (6 vagas)             | Argentinos Juniors     | 8ª melhor pontuação acumulada na temporada 2011                       |
| Argentina · (6 vagas)             | Colón                  | 9ª melhor pontuação acumulada na temporada 2011                       |
| Argentina · (6 vagas)             | Boca Juniors           | Campeão da Copa Argentina 2011–12                                     |
| Bolívia · (4 vagas)               | Oriente Petrolero      | 3º colocado no Torneio Adecuación de 2011                             |
| Bolívia · (4 vagas)               | Universitario de Sucre | Vice-campeão do Torneio Apertura de 2011                              |
| Bolívia · (4 vagas)               | Aurora                 | 4º colocado do Torneio Apertura de 2011                               |
| Bolívia · (4 vagas)               | Blooming               | 5º colocado do Torneio Clausura de 2012                               |
| Brasil · (8 vagas)                | São Paulo              | 6ª colocação no Campeonato Brasileiro Série A de 2011                 |
| Brasil · (8 vagas)                | Figueirense            | 7ª colocação no Campeonato Brasileiro Série A de 2011                 |
| Brasil · (8 vagas)                | Coritiba               | 8ª colocação no Campeonato Brasileiro Série A de 2011                 |
| Brasil · (8 vagas)                | Botafogo               | 9ª colocação no Campeonato Brasileiro Série A de 2011                 |
| Brasil · (8 vagas)                | Palmeiras              | 11ª colocação no Campeonato Brasileiro Série A de 2011                |
| Brasil · (8 vagas)                | Grêmio                 | 12ª colocação no Campeonato Brasileiro Série A de 2011                |
| Brasil · (8 vagas)                | Atlético Goianiense    | 13ª colocação no Campeonato Brasileiro Série A de 2011                |
| Brasil · (8 vagas)                | Bahia                  | 14ª colocação no Campeonato Brasileiro Série A de 2011                |
| Chile · (4 vagas + atual campeão) | Universidad de Chile   | Campeão da Copa Sul-Americana de 2011                                 |
| Chile · (4 vagas + atual campeão) | Universidad Católica   | Campeão da Copa Chile de 2011                                         |
| Chile · (4 vagas + atual campeão) | Cobreloa               | 2º lugar na fase regular do Torneio Clausura de 2011                  |
| Chile · (4 vagas + atual campeão) | O'Higgins              | 2º lugar na fase regular do Torneio Apertura de 2012                  |
| Chile · (4 vagas + atual campeão) | Deportes Iquique       | 3º lugar na fase regular do Torneio Apertura de 2012                  |
| Colômbia · (4 vagas)              | Millonarios            | Campeão da Copa Colômbia de 2011                                      |
| Colômbia · (4 vagas)              | Envigado               | 3ª melhor pontuação na temporada 2011                                 |
| Colômbia · (4 vagas)              | Deportes Tolima        | 4ª melhor pontuação na temporada 2011                                 |
| Colômbia · (4 vagas)              | La Equidad             | 5ª melhor pontuação na temporada 2011                                 |
| Equador · (4 vagas)               | Barcelona de Guayaquil | Vencedor da primeira fase do Campeonato Equatoriano de 2012           |
| Equador · (4 vagas)               | LDU Loja               | 2º colocado da primeira fase do Campeonato Equatoriano de 2012        |
| Equador · (4 vagas)               | Deportivo Quito        | Vencedor da segunda fase do Campeonato Equatoriano de 2011            |
| Equador · (4 vagas)               | Emelec                 | 3º colocado da primeira fase do Campeonato Equatoriano de 2012        |
| Paraguai · (4 vagas)              | Olimpia                | Campeão de melhor pontuação no Campeonato Paraguaio de 2011           |
| Paraguai · (4 vagas)              | Cerro Porteño          | 4ª melhor pontuação no Campeonato Paraguaio de 2011                   |
| Paraguai · (4 vagas)              | Tacuary                | 5ª melhor pontuação no Campeonato Paraguaio de 2011                   |
| Paraguai · (4 vagas)              | Guaraní                | 6ª melhor pontuação no Campeonato Paraguaio de 2011                   |
| Peru · (4 vagas)                  | Universidad San Martín | 4ª melhor pontuação no Campeonato Peruano de 2011                     |
| Peru · (4 vagas)                  | León de Huánuco        | 5ª melhor pontuação no Campeonato Peruano de 2011                     |
| Peru · (4 vagas)                  | Unión Comercio         | 6ª melhor pontuação no Campeonato Peruano de 2011                     |
| Peru · (4 vagas)                  | Inti Gas               | 7ª melhor pontuação no Campeonato Peruano de 2011                     |
| Uruguai · (4 vagas)               | Nacional               | Campeão do Campeonato Uruguaio de 2011–2012                           |
| Uruguai · (4 vagas)               | Cerro Largo            | 2ª melhor pontuação no Campeonato Uruguaio de 2011–2012               |
| Uruguai · (4 vagas)               | Liverpool              | 3ª melhor pontuação no Campeonato Uruguaio de 2011–2012               |
| Uruguai · (4 vagas)               | Danubio                | 4ª melhor pontuação no Campeonato Uruguaio de 2011–2012               |
| Venezuela · (4 vagas)             | Mineros de Guayana     | Campeão da Copa Venezuela de 2011                                     |
| Venezuela · (4 vagas)             | Deportivo Lara         | Melhor pontuação na temporada 2011–12                                 |
| Venezuela · (4 vagas)             | Monagas                | Vencedor dos play-offs para a Copa Sul-Americana com melhor pontuação |
| Venezuela · (4 vagas)             | Deportivo Táchira      | Vencedor dos play-offs para a Copa Sul-Americana com pior pontuação   |

## Sorteio
Inicialmente o sorteio ocorreria em 26 de junho, no Centro de Convenções da Confederação Sul-Americana, em Luque, no Paraguai. Porém, em 22 de junho, a CONMEBOL informou do adiamento do sorteio para 29 de junho.

## Primeira fase
A primeira fase foi disputada por 32 equipes classificadas de oito das dez federações sul-americanas (exceto as equipes da Argentina e Brasil) divididas em dezesseis chaves.

#### Zona Sul
| Chave | Equipe 1         | Total    | Equipe 2               | Ida | Volta |
| ----- | ---------------- | -------- | ---------------------- | --- | ----- |
| G1    | Danubio          | 1–2      | Olimpia                | 0–0 | 1–2   |
| G2    | Deportes Iquique | 2–4      | Nacional               | 2–0 | 0–4   |
| G3    | Blooming         | 1–4      | Universidad Católica   | 1–1 | 0–3   |
| G4    | Guaraní          | 2–2 (gf) | Oriente Petrolero      | 0–1 | 2–1   |
| G5    | Liverpool        | 5–1      | Universitario de Sucre | 3–0 | 2–1   |
| G6    | Aurora           | 2–1      | Cerro Largo            | 2–1 | 0–0   |
| G7    | Tacuary          | 2–3      | Cobreloa               | 0–1 | 2–2   |
| G8    | O'Higgins        | 3–7      | Cerro Porteño          | 3–3 | 0–4   |

#### Zona Norte
| Chave | Equipe 1          | Total | Equipe 2               | Ida | Volta |
| ----- | ----------------- | ----- | ---------------------- | --- | ----- |
| G9    | Inti Gas          | 0–3   | Millonarios            | 0–0 | 0–3   |
| G10   | Emelec            | 2–1   | Universidad San Martín | 1–0 | 1–1   |
| G11   | La Equidad        | 1–3   | Mineros de Guayana     | 0–1 | 1–2   |
| G12   | Deportivo Táchira | 1–5   | Barcelona de Guayaquil | 0–0 | 1–5   |
| G13   | Deportes Tolima   | 3–1   | Deportivo Lara         | 3–1 | 0–0   |
| G14   | Deportivo Quito   | 4–2   | León de Huánuco        | 1–0 | 3–2   |
| G15   | Unión Comercio    | 0–2   | Envigado               | 0–0 | 0–2   |
| G16   | Monagas           | 2–6   | LDU Loja               | 0–2 | 2–4   |

## Segunda fase
A segunda fase foi disputada pelas equipes da Argentina e do Brasil e os dezesseis que avançaram da primeira fase. São dezesseis chaves com partidas de ida e volta, sendo que o Universidad de Chile avança diretamente às oitavas-de-final por ser o campeão do ano anterior.
| Chave | Equipe 1                                                          | Total                                                             | Equipe 2                                                          | Ida                                                               | Volta                                                             |
| ----- | ----------------------------------------------------------------- | ----------------------------------------------------------------- | ----------------------------------------------------------------- | ----------------------------------------------------------------- | ----------------------------------------------------------------- |
| O1    | Guaraní                                                           | 3–5                                                               | Millonarios                                                       | 2–4                                                               | 1–1                                                               |
| O2    | Bahia                                                             | 0–4                                                               | São Paulo                                                         | 0–2                                                               | 0–2                                                               |
| O3    | Envigado                                                          | 1–2                                                               | Liverpool                                                         | 1–1                                                               | 0–1                                                               |
| O4    | Argentinos Juniors                                                | 2–6                                                               | Tigre                                                             | 1–2                                                               | 1–4                                                               |
| O5    | Mineros de Guayana                                                | 2–6                                                               | Cerro Porteño                                                     | 2–2                                                               | 0–4                                                               |
| O6    | Atlético Goianiense                                               | 2–2 (4–2 p)                                                       | Figueirense                                                       | 1–1                                                               | 1–1                                                               |
| O7    | Olimpia                                                           | 0–1                                                               | Emelec                                                            | 0–1                                                               | 0–0                                                               |
| O8    | Grêmio                                                            | 3–3 (gf)                                                          | Coritiba                                                          | 1–0                                                               | 2–3                                                               |
| O9    | Cobreloa                                                          | 3–4                                                               | Barcelona de Guayaquil                                            | 0–0                                                               | 3–4                                                               |
| O10   | Universidad de Chile diretamente classificado às oitavas-de-final | Universidad de Chile diretamente classificado às oitavas-de-final | Universidad de Chile diretamente classificado às oitavas-de-final | Universidad de Chile diretamente classificado às oitavas-de-final | Universidad de Chile diretamente classificado às oitavas-de-final |
| O11   | Universidad Católica                                              | 3–3 (gf)                                                          | Deportes Tolima                                                   | 2–0                                                               | 1–3                                                               |
| O12   | Colón                                                             | 5–2                                                               | Racing                                                            | 3–1                                                               | 2–1                                                               |
| O13   | Deportivo Quito                                                   | 5–2                                                               | Aurora                                                            | 2–1                                                               | 3–1                                                               |
| O14   | Boca Juniors                                                      | 3–3 (gf)                                                          | Independiente                                                     | 3–3                                                               | 0–0                                                               |
| O15   | LDU Loja                                                          | 2–2 (gf)                                                          | Nacional                                                          | 0–1                                                               | 2–1                                                               |
| O16   | Palmeiras                                                         | 3–3 (gf)                                                          | Botafogo                                                          | 2–0                                                               | 1–3                                                               |

## Fase final
|  | Oitavas de final               | Oitavas de final               | Oitavas de final               | Oitavas de final               |   |                      | Quartas de final               | Quartas de final               | Quartas de final               | Quartas de final               |  |                      | Semifinais          | Semifinais          | Semifinais          | Semifinais          |       |   | Final              | Final              | Final              | Final              |
|  | 25 de setembro a 25 de outubro | 25 de setembro a 25 de outubro | 25 de setembro a 25 de outubro | 25 de setembro a 25 de outubro |   |                      | 30 de outubro a 15 de novembro | 30 de outubro a 15 de novembro | 30 de outubro a 15 de novembro | 30 de outubro a 15 de novembro |  |                      | 22 a 29 de novembro | 22 a 29 de novembro | 22 a 29 de novembro | 22 a 29 de novembro |       |   | 5 e 12 de dezembro | 5 e 12 de dezembro | 5 e 12 de dezembro | 5 e 12 de dezembro |
|  |                                |                                |                                |                                |   |                      |                                |                                |                                |                                |  |                      |                     |                     |                     |                     |       |   |                    |                    |                    |                    |
|  | Deportivo Quito                | 2                              | 0                              | 2                              |   |                      |                                |                                |                                |                                |  |                      |                     |                     |                     |                     |       |   |                    |                    |                    |                    |
|  | Tigre                          | 0                              | 4                              | 4                              |   |                      |                                |                                |                                |                                |  |                      |                     |                     |                     |                     |       |   |                    |                    |                    |                    |
|  | Tigre                          | 0                              | 4                              | 4                              |   | Cerro Porteño        | 1                              | 2                              | 3                              |                                |  |                      |                     |                     |                     |                     |       |   |                    |                    |                    |                    |
|  |                                |                                |                                |                                |   | Cerro Porteño        | 1                              | 2                              | 3                              |                                |  |                      |                     |                     |                     |                     |       |   |                    |                    |                    |                    |
|  |                                | Tigre                          | 0                              | 4                              | 4 |                      |                                |                                |                                |                                |  |                      |                     |                     |                     |                     |       |   |                    |                    |                    |                    |
|  | Colón                          | Tigre                          | 0                              | 4                              | 4 | 1                    | 1                              | 2                              |                                |                                |  |                      |                     |                     |                     |                     |       |   |                    |                    |                    |                    |
|  | Colón                          |                                |                                |                                |   | 1                    | 1                              | 2                              |                                |                                |  |                      |                     |                     |                     |                     |       |   |                    |                    |                    |                    |
|  | Cerro Porteño                  | 2                              | 2                              | 4                              |   |                      |                                |                                |                                |                                |  |                      |                     |                     |                     |                     |       |   |                    |                    |                    |                    |
|  | Cerro Porteño                  | 2                              | 2                              | 4                              |   |                      |                                |                                |                                |                                |  | Tigre (gf)           | 0                   | 1                   | 1                   |                     |       |   |                    |                    |                    |                    |
|  |                                |                                |                                |                                |   |                      |                                |                                |                                |                                |  | Tigre (gf)           | 0                   | 1                   | 1                   |                     |       |   |                    |                    |                    |                    |
|  |                                | Millonarios                    | 0                              | 1                              | 1 |                      |                                |                                |                                |                                |  |                      |                     |                     |                     |                     |       |   |                    |                    |                    |                    |
|  | Barcelona de Guayaquil         | Millonarios                    | 0                              | 1                              | 1 | 0                    | 1                              | 1                              |                                |                                |  |                      |                     |                     |                     |                     |       |   |                    |                    |                    |                    |
|  | Barcelona de Guayaquil         |                                |                                |                                |   | 0                    | 1                              | 1                              |                                |                                |  |                      |                     |                     |                     |                     |       |   |                    |                    |                    |                    |
|  | Grêmio                         | 1                              | 2                              | 3                              |   |                      |                                |                                |                                |                                |  |                      |                     |                     |                     |                     |       |   |                    |                    |                    |                    |
|  | Grêmio                         | 1                              | 2                              | 3                              |   | Grêmio               | 1                              | 1                              | 2                              |                                |  |                      |                     |                     |                     |                     |       |   |                    |                    |                    |                    |
|  |                                |                                |                                |                                |   | Grêmio               | 1                              | 1                              | 2                              |                                |  |                      |                     |                     |                     |                     |       |   |                    |                    |                    |                    |
|  |                                | Millonarios                    | 0                              | 3                              | 3 |                      |                                |                                |                                |                                |  |                      |                     |                     |                     |                     |       |   |                    |                    |                    |                    |
|  | Palmeiras                      | Millonarios                    | 0                              | 3                              | 3 | 3                    | 0                              | 3                              |                                |                                |  |                      |                     |                     |                     |                     |       |   |                    |                    |                    |                    |
|  | Palmeiras                      |                                |                                |                                |   | 3                    | 0                              | 3                              |                                |                                |  |                      |                     |                     |                     |                     |       |   |                    |                    |                    |                    |
|  | Millonarios                    | 1                              | 3                              | 4                              |   |                      |                                |                                |                                |                                |  |                      |                     |                     |                     |                     |       |   |                    |                    |                    |                    |
|  | Millonarios                    | 1                              | 3                              | 4                              |   |                      |                                |                                |                                |                                |  |                      |                     |                     |                     |                     | Tigre | 0 | 0                  | 0                  |                    |                    |
|  |                                |                                |                                |                                |   |                      |                                |                                |                                |                                |  |                      |                     |                     |                     |                     |       | 0 | 0                  | 0                  |                    |                    |
|  |                                | São Paulo                      | 0                              | 2                              | 2 |                      |                                |                                |                                |                                |  |                      |                     |                     |                     |                     |       |   |                    |                    |                    |                    |
|  | Independiente                  | São Paulo                      | 0                              | 2                              | 2 | 2                    | 2                              | 4                              |                                |                                |  |                      |                     |                     |                     |                     |       |   |                    |                    |                    |                    |
|  | Independiente                  |                                |                                |                                |   | 2                    | 2                              | 4                              |                                |                                |  |                      |                     |                     |                     |                     |       |   |                    |                    |                    |                    |
|  | Liverpool                      | 1                              | 1                              | 2                              |   |                      |                                |                                |                                |                                |  |                      |                     |                     |                     |                     |       |   |                    |                    |                    |                    |
|  | Liverpool                      | 1                              | 1                              | 2                              |   | Independiente        | 2                              | 1                              | 3                              |                                |  |                      |                     |                     |                     |                     |       |   |                    |                    |                    |                    |
|  |                                |                                |                                |                                |   | Independiente        | 2                              | 1                              | 3                              |                                |  |                      |                     |                     |                     |                     |       |   |                    |                    |                    |                    |
|  |                                | Universidad Católica           | 2                              | 2                              | 4 |                      |                                |                                |                                |                                |  |                      |                     |                     |                     |                     |       |   |                    |                    |                    |                    |
|  | Universidad Católica (gf)      | Universidad Católica           | 2                              | 2                              | 4 | 2                    | 1                              | 3                              |                                |                                |  |                      |                     |                     |                     |                     |       |   |                    |                    |                    |                    |
|  | Universidad Católica (gf)      |                                |                                |                                |   | 2                    | 1                              | 3                              |                                |                                |  |                      |                     |                     |                     |                     |       |   |                    |                    |                    |                    |
|  | Atlético Goianiense            | 0                              | 3                              | 3                              |   |                      |                                |                                |                                |                                |  |                      |                     |                     |                     |                     |       |   |                    |                    |                    |                    |
|  | Atlético Goianiense            | 0                              | 3                              | 3                              |   |                      |                                |                                |                                |                                |  | Universidad Católica | 1                   | 0                   | 1                   |                     |       |   |                    |                    |                    |                    |
|  |                                |                                |                                |                                |   |                      |                                |                                |                                |                                |  | Universidad Católica | 1                   | 0                   | 1                   |                     |       |   |                    |                    |                    |                    |
|  |                                | São Paulo (gf)                 | 1                              | 0                              | 1 |                      |                                |                                |                                |                                |  |                      |                     |                     |                     |                     |       |   |                    |                    |                    |                    |
|  | Universidad de Chile           | São Paulo (gf)                 | 1                              | 0                              | 1 | 2                    | 1                              | 3                              |                                |                                |  |                      |                     |                     |                     |                     |       |   |                    |                    |                    |                    |
|  | Universidad de Chile           |                                |                                |                                |   | 2                    | 1                              | 3                              |                                |                                |  |                      |                     |                     |                     |                     |       |   |                    |                    |                    |                    |
|  | Emelec                         | 2                              | 0                              | 2                              |   |                      |                                |                                |                                |                                |  |                      |                     |                     |                     |                     |       |   |                    |                    |                    |                    |
|  | Emelec                         | 2                              | 0                              | 2                              |   | Universidad de Chile | 0                              | 0                              | 0                              |                                |  |                      |                     |                     |                     |                     |       |   |                    |                    |                    |                    |
|  |                                |                                |                                |                                |   | Universidad de Chile | 0                              | 0                              | 0                              |                                |  |                      |                     |                     |                     |                     |       |   |                    |                    |                    |                    |
|  |                                | São Paulo                      | 2                              | 5                              | 7 |                      |                                |                                |                                |                                |  |                      |                     |                     |                     |                     |       |   |                    |                    |                    |                    |
|  | LDU Loja                       | São Paulo                      | 2                              | 5                              | 7 | 1                    | 0                              | 1                              |                                |                                |  |                      |                     |                     |                     |                     |       |   |                    |                    |                    |                    |
|  | LDU Loja                       |                                |                                |                                |   | 1                    | 0                              | 1                              |                                |                                |  |                      |                     |                     |                     |                     |       |   |                    |                    |                    |                    |
|  | São Paulo (gf)                 | 1                              | 0                              | 1                              |   |                      |                                |                                |                                |                                |  |                      |                     |                     |                     |                     |       |   |                    |                    |                    |                    |

### Final
Jogo de ida
| 5 de dezembro | Tigre | 0 – 0     | São Paulo | Estádio La Bombonera, Buenos Aires |
| 20:50 (UTC-3) |       | Relatório |           | Árbitro: PAR Antonio Arias         |

Jogo de volta
| 12 de dezembro | São Paulo               | 2 – 01    | Tigre | Estádio do Morumbi, São Paulo              |
| 21:50 (UTC-2)  | Lucas 22' · Osvaldo 28' | Relatório |       | Público: 67 042 Árbitro: CHI Enrique Osses |

Notas
- Nota 1: Após confusão no final do primeiro tempo, o Tigre se recusou a voltar para o segundo tempo, alegando ameaças vindas da Polícia Militar e o árbitro encerrou a partida.[6]

## Premiação
| Copa Sul-Americana de 2012    |
| Brasil                        |
| ----------------------------- |
| São Paulo Campeão (1° título) |

## Seleção do campeonato
Em 14 de dezembro a CONMEBOL divulgou a seleção da Copa Sul-Americana de 2012. Como campeão, o São Paulo é o clube com mais representates na lista, com 3 jogadores e o técnico (destacados em negrito):
Goleiro
- Paulo Garcés (Universidad de Chile)

Defensores
- Lewis Ochoa (Millonarios)
- Mariano Echeverría (Tigre)
- Rafael Tolói (São Paulo)

Meio-campistas
- Tomás Costa (Universidad Católica)
- Charles Aránguiz (Universidad de Chile)
- Jonathan Fabbro (Cerro Porteño)
- Rubén Botta (Tigre)
- Damián Díaz (Barcelona de Guayaquil)
- Jadson (São Paulo)

Atacante
- Lucas (São Paulo)

Técnico
- Ney Franco (São Paulo)

Melhor Jogador
- Lucas (São Paulo)

Melhor Jogador da Final ("Goleador de la final")
- Lucas (São Paulo)

## Maiores públicos
Esses são os maiores públicos da competição:
| Nº | Público[PP] | Mandante  | Placar | Visitante            | Estádio         | Data           | Fase             | Ref.   |
| -- | ----------- | --------- | ------ | -------------------- | --------------- | -------------- | ---------------- | ------ |
| 1  | 67 042      | São Paulo | 2–0    | Tigre                | Morumbi         | 12 de dezembro | Final            | [ 15 ] |
| 2  | 55 286      | São Paulo | 0–0    | Universidad Católica | Morumbi         | 28 de novembro | Semifinal        | [ 16 ] |
| 3  | 32 636      | São Paulo | 5–0    | Universidad de Chile | Pacaembu        | 7 de novembro  | Quartas de final | [ 17 ] |
| 4  | 16 334      | Grêmio    | 1–0    | Millonarios          | Olímpico        | 30 de outubro  | Quartas de final |        |
| 5  | 15 208      | São Paulo | 0–0    | LDU Loja             | Morumbi         | 24 de outubro  | Oitavas de final | [ 18 ] |
| 6  | 13 751      | LDU Loja  | 1–1    | São Paulo            | Reina del Cisne | 26 de setembro | Oitavas de final | [ 19 ] |
| 7  | 9 791       | São Paulo | 2–0    | Bahia                | Morumbi         | 21 de agosto   | Segunda fase     | [ 20 ] |

- PP. ^ Considera-se apenas o público pagante

## Jogador da semana
| Semana       | Jogador        | Equipe    | Notas  |
| ------------ | -------------- | --------- | ------ |
| 24–26 jul    | Richard Blanco | O'Higgins | [ 21 ] |
| 31 Jul–1 ago | Rogério Ceni   | São Paulo | [ 22 ] |

## Artilheiros
Ordenado alfabeticamente por equipe.
| 5 gols (5) - Jonathan Fabbro (Cerro Porteño) - Fábio Renato (LDU Loja) - Carlos Núñez (Liverpool) - Wason Rentería (Millonarios) - Michael Ríos (Universidad Católica) 4 gols (1) - Julio Bevacqua (Deportivo Quito) - Wilberto Cosme (Millonarios) - Roberto Nanni (Cerro Porteño) 3 gols (4) - Alejandro Guerra (Mineros de Guayana) - Willian José (São Paulo) 2 gols (27) - Márcio (Atlético Goianiense) - Michael Arroyo (Barcelona) - Julio dos Santos (Cerro Porteño) - Santiago Salcedo (Cerro Porteño) - Patricio Troncoso (Cobreloa) - Juan Lorca (Deportivo Quito) - Luis Checa (Deportivo Quito) - Werley (Grêmio) - Carlos Hidalgo (Guaraní) - Jonathan Santana (Independiente) - Paulo Rosales (Independiente) - Omar Vásquez (Millonarios) - Richard Blanco (O'Higgins) - Danilo Carando (Oriente Petrolero) - Hernán Barcos (Palmeiras) - Jádson (São Paulo) - Lucas (São Paulo) - Rafael Tolói (São Paulo) - Rubén Botta (Tigre) - Alejandro Donatti (Tigre) - Mariano Echeverría (Tigre) - Diego Ferreira (Tigre) - Gastón Díaz (Tigre) - Robin Ramírez (Tolima) - Álvaro Ramos (Universidad Católica) - Nicolás Castillo (Universidad Católica) - Enzo Gutiérrez (Universidad de Chile) 1 gol (131) - Leonel Núñez (Argentinos Juniors) - Pablo Hernández (Argentinos Juniors) - Gustavo (Atlético Goianiense) - Joílson (Atlético Goianiense) - Reniê (Atlético Goianiense) - Pablo Lanz (Aurora) - Ronald Rodriguez (Aurora) - Vladimir Castellón (Aurora) - Bryan De La Torre (Barcelona) - Damián Díaz (Barcelona) - Jayro Campos (Barcelona) - José Luis Perlaza (Barcelona) - Hólger Matamoros (Barcelona) - Matías Oyola (Barcelona) - Michael Quiñónez (Barcelona) - Narciso Mina (Barcelona) - Limbert Méndez (Blooming) | 1 gol (continuação) - Juan Sánchez Miño (Boca Juniors) - Leandro Somoza (Boca Juniors) - Santiago Silva (Boca Juniors) - Clarence Seedorf (Botafogo) - Nicolás Lodeiro (Botafogo) - Renato (Botafogo) - Santiago Barbosa (Cerro Largo) - Carlos Bonet (Cerro Porteño) - Fidencio Oviedo (Cerro Porteño) - José Salcedo (Cerro Porteño) - Pedro Benítez (Cerro Porteño) - Walter López (Cerro Porteño) - Cristián Canío (Cobreloa) - José Luis Díaz (Cobreloa) - Juan Abarca (Cobreloa) - Marcos Pol (Cobreloa) - Emanuel Gigliotti (Colón) - Facundo Curuchet (Colón) - Gabriel Graciani (Colón) - Lucas Mugni (Colón) - Éverton Ribeiro (Coritiba) - Pereira (Coritiba) - Roberto (Coritiba) - Leonardo Carboni (Danubio) - Misael Dávila (Deportes Iquique) - Sebastián Ereros (Deportes Iquique) - José Torrealba (Deportivo Lara) - Luis Saritama (Deportivo Quito) - Mauro Vila (Deportivo Quito) - César González (Deportivo Táchira) - Cristian Nasuti (Emelec) - Efren Mera (Emelec) - Fernando Gaibor (Emelec) - Luciano Figueroa (Emelec) - Marlon de Jesús (Emelec) - Andrés Orozco (Envigado) - Jamillacson Palacios (Envigado) - Yulián Mejía (Envigado) - Loco Abreu (Figueirense) - Túlio (Figueirense) - André Lima (Grêmio) - Elano (Grêmio) - Marcelo Moreno (Grêmio) - Marco Antônio (Grêmio) - Zé Roberto (Grêmio) - Dante López (Guaraní) - Luis De La Cruz (Guaraní) - Sergio Orteman (Guaraní) - Cristian Tula (Independiente) - Ernesto Farías (Independiente) - Fabián Vargas (Independiente) - Federico Mancuello (Independiente) - Roberto Battión (Independiente) - Carmelo Valencia (La Equidad) - Carlos Feraud (LDU Loja) - Johnny Uchuari (LDU Loja) - Pedro Larrea (LDU Loja) - Wálter Calderón (LDU Loja) - Jorge Vásquez (León de Huánuco) - Minzun Quina (León de Huánuco) | 1 gol (continuação) - Flavio Scarone (Liverpool) - Rodrigo Aguirre (Liverpool) - Paulo Pezzolano (Liverpool) - William Ferreira (Liverpool) - Jorge Perlaza (Millonarios) - José Otálvaro (Millonarios) - Juan Ortíz (Millonarios) - Lewis Ochoa (Millonarios) - Rafael Robayo (Millonarios) - Jorge Rojas (Mineros de Guayana) - Luis Vallenilla (Mineros de Guayana) - Fernando Cabezas (Monagas) - Víctor Rentería (Monagas) - Adrián Luna (Nacional) - Alexis Rolín (Nacional) - Álvaro Recoba (Nacional) - Gonzalo Bueno (Nacional) - Matias Vecino (Nacional) - Sebastián Taborda (Nacional) - Ramón Fernández (O'Higgins) - Eduardo Aranda (Olimpia) - Juan Manuel Salgueiro (Olimpia) - Obina (Palmeiras) - Luan (Palmeiras) - Patrik (Palmeiras) - Tiago Real (Palmeiras) - Gabriel Hauche (Racing) - Ademílson (São Paulo) - Luís Fabiano (São Paulo) - Maicon (São Paulo) - Osvaldo (São Paulo) - Rogério Ceni (São Paulo) - Ramón Cardozo (Tacuary) - Diego Ftacla (Tigre) - Emmanuel Pío (Tigre) - Ezequiel Maggiolo (Tigre) - Martín Galmarini (Tigre) - Federico Santander (Tigre) - Carlos Preciado (Tolima) - Felix Collante (Tolima) - Gerardo Vallejo (Tolima) - Jair Arrechea (Tolima) - Enzo Andía (Universidad Católica) - Francisco Silva (Universidad Católica) - Hans Martínez (Universidad Católica) - Nicolás Trecco (Universidad Católica) - Pablo González (Universidad Católica) - Tomás Costa (Universidad Católica) - Sebastián Ubilla (Universidad de Chile) - Gianfranco Labarthe (Universidad San Martín) - Marcelo Escalante (Universitario) Gols-contra (6) - José Perlaza (Barcelona, para o Grêmio) - Cristián Suárez (Cobreloa, para o Tacuary) - Roller Cambindo (León de Huánuco, para o Deportivo Quito) - Jimmy Bermúdez (LDU Loja, para o São Paulo) - Artur (Palmeiras, para o Millonarios) - Hans Martínez (Universidad Católica, para o Independiente) |